# Thirteen Conversations About One Thing
Pour plus de détails, voir Fiche technique et Distribution.
Thirteen Conversations About One Thing est un film américain réalisé par Jill Sprecher, sorti en 2001.

## Synopsis
Le scénario de Sprecher et de sa sœur Karen se concentre sur cinq individus apparemment disparates à la recherche du bonheur dont les chemins se croisent d'une manière qui a un impact inattendu sur leur vie.

## Fiche technique
- Titre : Thirteen Conversations About One Thing
- Réalisation : Jill Sprecher
- Scénario : Jill Sprecher et Karen Sprecher
- Photographie : Dick Pope
- Musique : Alex Wurman
- Pays d'origine : États-Unis
- Genre : drame
- Date de sortie : 2001

## Distribution
- Matthew McConaughey : Troy
- David Connolly : Owen
- John Turturro : Walker
- Amy Irving : Patricia
- Barbara Sukowa : Helen
- Rob McElhenney : Chris Hammond
- Elizabeth Reaser : Jeune femme
- Clea DuVall : Beatrice
- Tia Texada : Dorrie
- Alan Arkin : Gene
- Frankie Faison : Richard 'Dick' Lacey